# Temporada 2024 de IndyCar Series
La temporada 2024 de IndyCar Series fue la 29.ª temporada de dicha competición y la 113.ª temporada oficial de campeonatos de monoplazas de Estados Unidos.

## Equipos y pilotos
| Equipo                                       | Motor     | N.º | Pilotos             | Estado | Carreras                |
| -------------------------------------------- | --------- | --- | ------------------- | ------ | ----------------------- |
| A. J. Foyt Racing                            | Chevrolet | 14  | Santino Ferrucci    |        | Todas                   |
| A. J. Foyt Racing                            | Chevrolet | 41  | Sting Ray Robb      |        | Todas                   |
| Andretti Global with Curb-Agajanian          | Honda     | 26  | Colton Herta        |        | Todas                   |
| Andretti Global                              | Honda     | 27  | Kyle Kirkwood       |        | Todas                   |
| Andretti Global                              | Honda     | 28  | Marcus Ericsson     |        | Todas                   |
| Andretti Herta with Marco and Curb-Agajanian | Honda     | 98  | Marco Andretti      |        | 5                       |
| Arrow McLaren                                | Chevrolet | 5   | Patricio O'Ward     |        | Todas                   |
| Arrow McLaren                                | Chevrolet | 6   | Callum Ilott        |        | 1, 5, NC                |
| Arrow McLaren                                | Chevrolet | 6   | Théo Pourchaire     | R      | 2-4, 6-7                |
| Arrow McLaren                                | Chevrolet | 6   | Nolan Siegel        | R      | 8-17                    |
| Arrow McLaren                                | Chevrolet | 7   | Alexander Rossi     |        | Todas                   |
| Arrow McLaren                                | Chevrolet | 7   | Théo Pourchaire     | R      | 12                      |
| Arrow McLaren/Rick Hendrick                  | Chevrolet | 17  | Kyle Larson         | R      | 5                       |
| Chip Ganassi Racing                          | Honda     | 4   | Kyffin Simpson      | R      | Todas                   |
| Chip Ganassi Racing                          | Honda     | 8   | Linus Lundqvist     | R      | Todas                   |
| Chip Ganassi Racing                          | Honda     | 9   | Scott Dixon         |        | Todas                   |
| Chip Ganassi Racing                          | Honda     | 10  | Álex Palou          |        | Todas                   |
| Chip Ganassi Racing                          | Honda     | 11  | Marcus Armstrong    |        | Todas                   |
| Dale Coyne Racing                            | Honda     | 18  | Jack Harvey         |        | 1-4, 6-11, 13-17        |
| Dale Coyne Racing                            | Honda     | 18  | Nolan Siegel        | R      | 5, NC                   |
| Dale Coyne Racing                            | Honda     | 18  | Conor Daly          |        | 11                      |
| Dale Coyne Racing                            | Honda     | 18  | Hunter McElrea      | R      | 12                      |
| Dale Coyne Racing with Rick Ware Racing      | Honda     | 51  | Colin Braun         | R      | 1, NC                   |
| Dale Coyne Racing with Rick Ware Racing      | Honda     | 51  | Nolan Siegel        | R      | 2                       |
| Dale Coyne Racing with Rick Ware Racing      | Honda     | 51  | Luca Ghiotto        | R      | 3-4, 7-8                |
| Dale Coyne Racing with Rick Ware Racing      | Honda     | 51  | Katherine Legge     |        | 5, 10-11, 13, 15-17     |
| Dale Coyne Racing with Rick Ware Racing      | Honda     | 51  | Tristan Vautier     |        | 6                       |
| Dale Coyne Racing with Rick Ware Racing      | Honda     | 51  | Toby Sowery         | R      | 9, 12, 14               |
| DRR-Cusick Motorsports                       | Chevrolet | 23  | Ryan Hunter-Reay    |        | 5                       |
| DRR-Cusick Motorsports                       | Chevrolet | 24  | Conor Daly          |        | 5                       |
| Ed Carpenter Racing                          | Chevrolet | 20  | Christian Rasmussen | R      | 1-4, 6-9, 12, 14-17, NC |
| Ed Carpenter Racing                          | Chevrolet | 20  | Ed Carpenter        |        | 5, 10-11, 13            |
| Ed Carpenter Racing                          | Chevrolet | 21  | Rinus VeeKay        |        | Todas                   |
| Ed Carpenter Racing                          | Chevrolet | 33  | Christian Rasmussen | R      | 5                       |
| Juncos Hollinger Racing                      | Chevrolet | 77  | Romain Grosjean     |        | Todas                   |
| Juncos Hollinger Racing                      | Chevrolet | 78  | Agustín Canapino    |        | 1-6, 8-12, NC           |
| Juncos Hollinger Racing                      | Chevrolet | 78  | Nolan Siegel        | R      | 7                       |
| Juncos Hollinger Racing                      | Chevrolet | 78  | Conor Daly          |        | 13-17                   |
| Meyer Shank Racing with Curb-Agajanian       | Honda     | 06  | Hélio Castroneves   |        | 5                       |
| Meyer Shank Racing                           | Honda     | 60  | Felix Rosenqvist    |        | Todas                   |
| Meyer Shank Racing                           | Honda     | 66  | Tom Blomqvist       | R      | 1-5, NC                 |
| Meyer Shank Racing                           | Honda     | 66  | Hélio Castroneves   |        | 6-7                     |
| Meyer Shank Racing                           | Honda     | 66  | David Malukas       |        | 8-17                    |
| Rahal Letterman Lanigan Racing               | Honda     | 15  | Graham Rahal        |        | Todas                   |
| Rahal Letterman Lanigan Racing               | Honda     | 30  | Pietro Fittipaldi   |        | Todas                   |
| Rahal Letterman Lanigan Racing               | Honda     | 45  | Christian Lundgaard |        | Todas                   |
| Rahal Letterman Lanigan Racing               | Honda     | 75  | Takuma Satō         |        | 5                       |
| Rahal Letterman Lanigan Racing               | Honda     | 75  | Jüri Vips           | R      | 14                      |
| Team Penske                                  | Chevrolet | 2   | Josef Newgarden     |        | Todas                   |
| Team Penske                                  | Chevrolet | 3   | Scott McLaughlin    |        | Todas                   |
| Team Penske                                  | Chevrolet | 12  | Will Power          |        | Todas                   |

| Icono | Leyenda                   |
| ----- | ------------------------- |
| R     | Elegible a Novato del año |

## Calendario
| Rd.     | Fecha            | Nombre oficial                                   | Circuito                                   | Ciudad                   |
| ------- | ---------------- | ------------------------------------------------ | ------------------------------------------ | ------------------------ |
| 1       | 10 de marzo      | Firestone Grand Prix of St. Petersburg           | S Circuito callejero de San Petersburgo    | San Petersburgo, Florida |
|         |                  |                                                  |                                            |                          |
| NC      | 24 de marzo      | The Thermal Club $1 Million Challenge            | R The Thermal Club                         | Thermal, California      |
|         |                  |                                                  |                                            |                          |
| 2       | 21 de abril      | Acura Grand Prix of Long Beach                   | S Circuito callejero de Long Beach         | Long Beach, California   |
| 3       | 28 de abril      | Honda Indy Grand Prix of Alabama                 | R Barber Motorsports Park                  | Birmingham, Alabama      |
| 4       | 11 de mayo       | GMR Grand Prix                                   | R Indianapolis Motor Speedway Road Course  | Speedway, Indiana        |
| 5       | 26 de mayo       | 108th Running of the Indianapolis 500            | O Indianapolis Motor Speedway              | Speedway, Indiana        |
| 6       | 2 de junio       | Chevrolet Detroit Grand Prix                     | S Circuito Urbano de Renaissance Center    | Detroit, Míchigan        |
| 7       | 9 de junio       | Sonsio Grand Prix at Road America                | R Road America                             | Elkhart Lake, Wisconsin  |
| 8       | 23 de junio      | Firestone Grand Prix of Monterey                 | R WeatherTech Raceway Laguna Seca          | Monterrey, California    |
| 9       | 7 de julio       | Honda Indy 200 at Mid-Ohio                       | R Mid-Ohio Sports Car Course               | Lexington, Ohio          |
| 10      | 13 de julio      | Hy-VeeDeals.com 250 presented by DoorDash        | O Iowa Speedway                            | Newton, Iowa             |
| 11      | 14 de julio      | Hy-Vee Salute to Farmers 300 presented by Google | O Iowa Speedway                            | Newton, Iowa             |
| 12      | 21 de julio      | Honda Indy Toronto                               | S Circuito callejero de Toronto            | Toronto, Ontario         |
| 13      | 17 de agosto     | Bommarito Automotive Group 500                   | O World Wide Technology Raceway at Gateway | Madison, Illinois        |
| 14      | 25 de agosto     | Grand Prix of Portland                           | R Portland International Raceway           | Portland, Oregón         |
| 15      | 31 de agosto     | ABC Supply Wisconsin 250                         | O Milwaukee Mile                           | West Allis, Wisconsin    |
| 16      | 1 de septiembre  | ABC Supply Wisconsin 250                         | O Milwaukee Mile                           | West Allis, Wisconsin    |
| 17      | 15 de septiembre | Big Machine Music City Grand Prix                | O Nashville Superspeedway                  | Nashville, Tennessee     |
| Fuente: |                  |                                                  |                                            |                          |

| Icono | Leyenda              |
| ----- | -------------------- |
| R     | Circuitos mixtos     |
| O     | Óvalos               |
| S     | Circuitos callejeros |

## Resultados
| Ronda | Circuito                              | Pole Position    | Vuelta rápida       | Más vueltas lideradas | Ganador          | Ganador                             | Ganador   |
| Ronda | Circuito                              | Pole Position    | Vuelta rápida       | Más vueltas lideradas | Piloto           | Equipo                              | Motor     |
| ----- | ------------------------------------- | ---------------- | ------------------- | --------------------- | ---------------- | ----------------------------------- | --------- |
| 1     | San Petersburgo                       | Josef Newgarden  | Kyffin Simpson      | –                     | Patricio O'Ward  | Arrow McLaren                       | Chevrolet |
| NC    | The Thermal Club $1 Million Challenge | Álex Palou       | Álex Palou          | Álex Palou            | Álex Palou       | Chip Ganassi Racing                 | Honda     |
| 2     | Long Beach                            | Felix Rosenqvist | Marcus Ericsson     | Scott Dixon           | Scott Dixon      | Chip Ganassi Racing                 | Honda     |
| 3     | Birmingham                            | Scott McLaughlin | Scott McLaughlin    | Scott McLaughlin      | Scott McLaughlin | Team Penske                         | Chevrolet |
| 4     | IMS GMR GP                            | Álex Palou       | Álex Palou          | Álex Palou            | Álex Palou       | Chip Ganassi Racing                 | Honda     |
| 5     | 500 Millas de Indianápolis            | Scott McLaughlin | Christian Lundgaard | Scott McLaughlin      | Josef Newgarden  | Team Penske                         | Chevrolet |
| 6     | Detroit                               | Colton Herta     | Colton Herta        | Scott Dixon           | Scott Dixon      | Chip Ganassi Racing                 | Honda     |
| 7     | Road America                          | Linus Lundqvist  | Scott Dixon         | Scott McLaughlin      | Will Power       | Team Penske                         | Chevrolet |
| 8     | Laguna Seca                           | Álex Palou       | Marcus Ericsson     | Álex Palou            | Álex Palou       | Chip Ganassi Racing                 | Honda     |
| 9     | Mid-Ohio                              | Álex Palou       | Josef Newgarden     | Álex Palou            | Patricio O'Ward  | Arrow McLaren                       | Chevrolet |
| 10    | Iowa 1                                | Colton Herta     | Josef Newgarden     | Scott McLaughlin      | Scott McLaughlin | Team Penske                         | Chevrolet |
| 11    | Iowa 2                                | Scott McLaughlin | Josef Newgarden     | Álex Palou            | Will Power       | Team Penske                         | Chevrolet |
| 12    | Toronto                               | Colton Herta     | Scott Dixon         | Colton Herta          | Colton Herta     | Andretti Global with Curb-Agajanian | Honda     |
| 13    | Gateway                               | Scott McLaughlin | Josef Newgarden     | Will Power            | Josef Newgarden  | Team Penske                         | Chevrolet |
| 14    | Portland                              | Santino Ferrucci | David Malukas       | Will Power            | Will Power       | Team Penske                         | Chevrolet |
| 15    | Milwaukee 1                           | Scott McLaughlin | Scott McLaughlin    | Patricio O'Ward       | Patricio O'Ward  | Arrow McLaren                       | Chevrolet |
| 16    | Milwaukee 2                           | Josef Newgarden  | Scott Dixon         | Scott McLaughlin      | Scott McLaughlin | Team Penske                         | Chevrolet |
| 17    | Nashville                             | Kyle Kirkwood    | Patricio O'Ward     | Kyle Kirkwood         | Colton Herta     | Andretti Global with Curb-Agajanian | Honda     |

## Clasificaciones

### Puntuaciones
- Si un piloto lidera al menos una vuelta se le otorga un punto. Quien más vueltas lidere, suma otros dos.
- La pole position otorga un punto.
- Desde la temporada 2023, las 500 Millas de Indianápolis ya no otorgan doble puntuación, como sucedía desde 2014.

| Posición | Puntos | Posición | Puntos | Posición | Puntos | Posición | Puntos |
| -------- | ------ | -------- | ------ | -------- | ------ | -------- | ------ |
| 1.º      | 50     | 11.º     | 19     | 21.º     | 9      | 31.º     | 5      |
| 2.º      | 40     | 12.º     | 18     | 22.º     | 8      | 32.º     | 5      |
| 3.º      | 35     | 13.º     | 17     | 23.º     | 7      | 33.º     | 5      |
| 4.º      | 32     | 14.º     | 16     | 24.º     | 6      |          |        |
| 5.º      | 30     | 15.º     | 15     | 25.º     | 5      |          |        |
| 6.º      | 28     | 16.º     | 14     | 26.º     | 5      |          |        |
| 7.º      | 26     | 17.º     | 13     | 27.º     | 5      |          |        |
| 8.º      | 24     | 18.º     | 12     | 28.º     | 5      |          |        |
| 9.º      | 22     | 19.º     | 11     | 29.º     | 5      |          |        |
| 10.º     | 20     | 20.º     | 10     | 30.º     | 5      |          |        |

#### Clasificación Indy 500
| Posición | 1.º | 2.º | 3.º | 4.º | 5.º | 6.º | 7.º | 8.º | 9.º | 10.º | 11.º | 12.º |
| Puntos   | 12  | 11  | 10  | 9   | 8   | 7   | 6   | 5   | 4   | 3    | 2    | 1    |

- Los desempates se decidirán por números de victorias, seguido por cantidad de segundos puestos, terceros, etc.; luego por posición de llegada en la carrera anterior; luego por sorteo aleatorio.

### Campeonato de Pilotos
| 1    | Álex Palou            | 4   | 1L* | 3   | 5L  | 1L* | 5L   | 16L | 4L  | 1L* | 2L* | 23  | 2L* | 4   | 4    | 2L  | 5   | 19  | 11  | 544    |
| 2    | Colton Herta          | 3L  | 4   | 2L  | 8   | 7   | 23   | 19L | 6L  | 2L  | 4   | 11L | 5   | 1L* | 5    | 4L  | 22L | 3L  | 1L  | 513    |
| 3    | Scott McLaughlin      | 27  | 2   | 26  | 1L* | 6L  | 61L* | 20  | 3L* | 21  | 3L  | 1L* | 3L  | 16  | 2L   | 7   | 8L  | 1L* | 5   | 505    |
| 4    | Will Power            | 2   | DNQ | 6L  | 2L  | 2   | 242  | 6   | 1L  | 7   | 11  | 18  | 1L  | 12  | 18L* | 1L* | 2L  | 10L | 24  | 498    |
| 5    | Patricio O'Ward       | 1   | DNQ | 16  | 23  | 13  | 28L  | 7   | 8   | 8   | 1L  | 2   | 6   | 17  | 26   | 15  | 1L* | 24  | 2L  | 460    |
| 6    | Scott Dixon           | 7   | DNQ | 1L* | 15  | 4L  | 3L   | 1L* | 21  | 6   | 27  | 4   | 4   | 3L  | 11L  | 28  | 10  | 2   | 17  | 456    |
| 7    | Kyle Kirkwood         | 10  | DNQ | 7L  | 10  | 11  | 711L | 4L  | 5L  | 5L  | 8   | 7   | 16  | 2   | 22   | 10  | 12  | 8   | 4L* | 420    |
| 8    | Josef Newgarden       | 26  | 8   | 4L  | 16  | 17  | 13L  | 26L | 2L  | 19L | 25  | 3   | 7   | 11  | 1L   | 3L  | 26  | 27L | 3L  | 401    |
| 9    | Santino Ferrucci      | 9   | DNQ | 21  | 7L  | 27  | 86L  | 9   | 15  | 9   | 10  | 6   | 11  | 20  | 12   | 8   | 4   | 4L  | 6   | 367    |
| 10   | Alexander Rossi       | 6   | 7   | 10  | 25  | 8L  | 44L  | 5   | 18  | 3L  | 6   | 8   | 15  | Wth | 19L  | 12  | 7   | 6L  | 15L | 366    |
| 11   | Christian Lundgaard   | 18L | 9   | 23  | 6   | 3L  | 13L  | 11L | 11  | 15  | 7   | 22  | 17  | 7   | 15   | 13  | 9   | 12  | 19  | 312    |
| 12   | Felix Rosenqvist      | 5   | 3   | 9L  | 4L  | 10  | 279  | 8   | 14L | 11  | 14  | 13  | 26  | 23  | 6    | 14  | 13  | 11  | 27  | 306    |
| 13   | Rinus VeeKay          | 8   | DNQ | 14  | 17  | 26  | 97L  | 14  | 24  | 26  | 19  | 5   | 9   | 8   | 10   | 11  | 14  | 7   | 12  | 300    |
| 14   | Marcus Armstrong      | 25  | 5   | 12  | 9   | 5L  | 30   | 3   | 26  | 22  | 17  | 10  | 19  | 5   | 8    | 5L  | 21  | 26  | 7   | 298    |
| 15   | Marcus Ericsson       | 23  | DNQ | 5   | 18  | 16  | 33   | 2   | 9   | 10  | 5   | 9   | 23  | 18L | 24L  | 6   | 27  | 5   | 25  | 297    |
| 16   | Linus Lundqvist RY    | 21  | 6   | 13  | 3L  | 24  | 28   | 22  | 12  | 17  | 15  | 21  | 12L | 13  | 3L   | 23  | 6L  | 20  | 8   | 279    |
| 17   | Romain Grosjean       | 22  | DNQ | 8   | 12  | 12  | 19   | 23  | 7   | 4   | 23  | 24  | 10  | 9   | 16   | 27  | 24  | 9   | 16  | 260    |
| 18   | Graham Rahal          | 14  | 11  | 17  | 11  | 9L  | 15   | 15  | 10  | 24  | 18  | 16  | 8   | 10  | 23L  | 9   | 20  | 23  | 23  | 251    |
| 19   | Pietro Fittipaldi     | 13  | 12  | 24  | 27  | 14L | 32   | 13  | 16  | 14  | 24  | 19  | 20  | 19  | 14   | 25  | 18  | 21  | 21  | 186    |
| 20   | Sting Ray Robb        | 24  | DNQ | 18  | 26  | 22  | 16L  | 21  | 17  | 20  | 16  | 15  | 21  | 25  | 9L   | 18  | 23  | 18  | 20  | 185    |
| 21   | Kyffin Simpson R      | 12  | DNQ | 19  | 14  | 15  | 21L  | 24  | 27  | 23  | 21  | 14  | 18  | 22  | 25   | 16  | 25  | 13  | 22  | 182    |
| 22   | Christian Rasmussen R | 19  | DNQ | 27  | 24  | 20  | 12   | 27  | 20  | 13  | 9   |     |     | 27  |      | 26  | 11  | 16  | 14  | 163    |
| 23   | Nolan Siegel R        |     | DNQ | 20  |     |     | DNQ  |     | 23  | 12  | 20  | 12  | 14  | 21  | 7L   | 21  | 17  | 25  | 18  | 154    |
| 24   | David Malukas         |     |     |     |     |     |      |     |     | 16  | 12  | 26  | 13  | 6   | 21L  | 20  | 15  | 22  | 9L  | 148    |
| 25   | Jack Harvey           | 17  |     | 25  | 13  | 18  |      | 17  | 25  | 25  | 26  | 25  | Wth |     | 20   | 24  | 16  | 14  | 13  | 143    |
| 26   | Conor Daly            |     |     |     |     |     | 10L  |     |     |     |     |     | 27  |     | 13   | 22  | 3   | 17L | 10  | 119    |
| 27   | Agustín Canapino      | 16  | 10  | 15  | 20  | 21  | 22   | 12  |     | 18  | 22  | 27  | 25  | 26  |      |     |     |     |     | 109    |
| 28   | Théo Pourchaire R     |     |     | 11  | 22  | 19  |      | 10  | 13  |     |     |     |     | 14  |      |     |     |     |     | 91     |
| 29   | Katherine Legge       |     |     |     |     |     | 29   |     |     |     |     | 17  | 24  |     | 27   |     | 19  | 15L | 26  | 61     |
| 30   | Tom Blomqvist R       | 15  | DNQ | 22  | 19  | 23  | 31   |     |     |     |     |     |     |     |      |     |     |     |     | 46     |
| 31   | Toby Sowery R         |     |     |     |     |     |      |     |     |     | 13  |     |     | 15  |      | 17  |     |     |     | 45     |
| 32   | Ed Carpenter          |     |     |     |     |     | 17L  |     |     |     |     | 20  | 22  |     | 17   |     |     |     |     | 45     |
| 33   | Callum Ilott          | 11  | DNQ |     |     |     | 11L  |     |     |     |     |     |     |     |      |     |     |     |     | 39     |
| 34   | Luca Ghiotto R        |     |     |     | 21  | 25  |      |     | 22  | 27  |     |     |     |     |      |     |     |     |     | 27     |
| 35   | Hélio Castroneves     |     |     |     |     |     | 20   | 25  | 19  |     |     |     |     |     |      |     |     |     |     | 26     |
| 36   | Kyle Larson R         |     |     |     |     |     | 185L |     |     |     |     |     |     |     |      |     |     |     |     | 21     |
| 37   | Takuma Satō           |     |     |     |     |     | 1410 |     |     |     |     |     |     |     |      |     |     |     |     | 19     |
| 38   | Tristan Vautier       |     |     |     |     |     |      | 18  |     |     |     |     |     |     |      |     |     |     |     | 12     |
| 39   | Jüri Vips R           |     |     |     |     |     |      |     |     |     |     |     |     |     |      | 19  |     |     |     | 11     |
| 40   | Colin Braun R         | 20  | DNQ |     |     |     |      |     |     |     |     |     |     |     |      |     |     |     |     | 10     |
| 41   | Hunter McElrea R      |     |     |     |     |     |      |     |     |     |     |     |     | 24  |      |     |     |     |     | 6      |
| 42   | Ryan Hunter-Reay      |     |     |     |     |     | 2612 |     |     |     |     |     |     |     |      |     |     |     |     | 6      |
| 43   | Marco Andretti        |     |     |     |     |     | 25   |     |     |     |     |     |     |     |      |     |     |     |     | 5      |
| Pos. | Piloto                | STP | THE | LBH | ALA | IGP | INDY | DET | ROA | LAG | MDO | IOW | IOW | TOR | GAT  | POR | MIL | MIL | NSH | Puntos |

| Color   | Resultado                    |
| ------- | ---------------------------- |
| Oro     | Ganador                      |
| Plata   | 2.º lugar                    |
| Bronce  | 3.er lugar                   |
| Verde   | 4.º y 5.º lugar (top 5)      |
| Celeste | 6.º a 10.º lugar (top 10)    |
| Azul    | Finalizó (afuera del top 10) |
| Violeta | No terminó                   |
| Rojo    | DNQ - No se clasificó        |
| Marrón  | Wth - Retirado               |
| Negro   | DSQ - Descalificado          |
| Blanco  | DNS - No empezó              |
| Blanco  | C - Carrera cancelada        |

| Estado  | Resultado                                |
| ------- | ---------------------------------------- |
| Negrita | Pole position                            |
| Cursiva | Vuelta rápida                            |
| L       | Lideró al menos una vuelta de la carrera |
| *       | Quien lideró más vueltas en la carrera   |
| RY      | Novato del Año                           |
| R       | Novato                                   |